# Rugby Europe U18 Championship 2023
El Rugby Europe U18 Championship del 2023 fue la decimonovena edición del torneo de rugby juvenil europeo en categoría de menores de 18 años.
El certamen se disputó en Praga, República Checa.

## Equipos participantes
- Selección juvenil de rugby de Bélgica
- Selección juvenil de rugby de España
- Selección juvenil de rugby de Georgia
- Selección juvenil de rugby de los Países Bajos
- Selección juvenil de rugby de Portugal
- Selección juvenil de rugby de República Checa
- Selección juvenil de rugby de Rumania
- Selección juvenil de rugby de Suiza

## Resultados

### Cuartos de final
- Los perdedores avanzan a la copa de plata

| 11 de noviembre | Bélgica | 6 - 34 | Países Bajos |  |  |

| 11 de noviembre | Georgia | 86 - 10 | Suiza |  |  |

| 11 de noviembre | Portugal | 22 - 15 | Rumania |  |  |

| 11 de noviembre | España | 25 - 15 | República Checa |  |  |

### Semifinales Copa de Plata
| 14 de noviembre | Bélgica | 31 - 0 | Suiza |  |  |

| 14 de noviembre | Rumania | 18 - 15 | República Checa |  |  |

### Semifinales Campeonato
| 14 de noviembre | Portugal | 34 - 6 | España |  |  |

| 14 de noviembre | Países Bajos | 10 - 29 | Georgia |  |  |

### Séptimo puesto
| 18 de noviembre | República Checa | 54 - 12 | Suiza |  |  |

### Final Copa de plata - Quinto puesto
| 18 de noviembre | Bélgica | 20 - 22 | Rumania |  |  |

### Tercer puesto
| 18 de noviembre | España | 26 - 13 | Países Bajos |  |  |

### Final
| 18 de noviembre | Portugal | 3 - 19 | Georgia |  |  |

| Bandera de Georgia |
| Campeón Georgia    |
| Quinto título      |